# 齋藤舜介
齋藤 舜介（さいとう しゅんすけ）は、NHKのアナウンサー。

## 人物
岡山県岡山市出身。明治大学情報コミュニケーション学部卒業後、2018年入局。鳥取放送局でデビュー。

## 嗜好・挿話
- 好きな食べ物はカレー、オムライス、スイカ[4][5]。
- 入局前の学生時代に岡山県や鳥取県のアンテナショップで4年間アルバイトをしていた[4][5][1]。
- キングダムが愛読書で、49巻に出てくる台詞が特に気に入っている[5]。
- 松永久秀の末裔であるという[4]。

## 担当番組
☆印は現在担当（出演）中。
鳥取放送局時代（2018年度 - 2021年度）
- どーも、NHK（2018年6月3日）- 新人お披露目
- 鳥取県のニュース・中継・リポート
- いろ★ドリ（不定期：リポーター及び五味哲太、鳥山圭輔のキャスター代行など）
- とっとりニュース845（不定期）
- NHKニュースおはようちゅうごく
  - 広島県・中国地方のニュース（広島放送局への応援）（2021年8月23日）
- NHKニュース おはよう日本（2021年11月7日）鳥取港からズワイガニ初競り中継

津放送局時代（2022年度 - 2024年8月）
- まるっと!みえ（キャスター：2022年4月11日 - 2024年7月26日[注釈 1][6]）（菊田一樹と隔週担当）
- 各種スポーツ中継（大相撲、高校野球、バスケットボールなど）
- 令和6年能登半島地震の災害報道対応による金沢放送局への応援派遣
  - ニュースいしかわ845（2024年3月6日）
  - おはよう石川（2024年3月8日）
  - 能登半島地震 ライフライン情報（2024年3月8日 - 10日）
  - 石川県のニュース（2024年3月8日 - 10日）
  - ウィークエンド中部（2024年3月9日） - 能登半島地震関連ニュース

岡山放送局時代（2024年9月 - ）
- 各種スポーツ中継（大相撲、高校野球、バスケットボールなど）☆
- 岡山県のニュース・中継・リポート☆
- もぎたて!（メインキャスター）（木・金曜：2025年4月3日 - ）[7]☆